# Partido de los Pensionistas (Alemania)
El Partido de los Pensionistas de Alemania (alemán: Rentner Partei Deutschland, RENTNER) fue un partido político alemán fundado en 2002 y disuelto en 2016. Su programa se centraba en los campos de la política de jubilación, la salud y la educación.

## Historia
El partido fue fundado en 2002 por Horst Schüler, de 69 años de edad, en la ciudad de Kassel. En contraste con Die Grauen – Graue Panther, el Partido de los Pensionistas no exigía a sus miembros una edad en especial para formar parte del mismo, pero se centró en el tema de las pensiones.
En las elecciones europeas de 2009, el partido se presentó por primera vez. Con 212.501 votos, el partido llegó al 0,8% de los votos. Aunque el Tribunal Constitucional Federal de Alemania declaró inconstitucional la cláusula del cinco por ciento en 2012, la distribución de escaños no se modificó, por lo que el Partido de los Pensionistas no obtuvo ningún escaño. En las elecciones federales de 2009 el Partido de los Pensionistas logró el 0,1%.
En los años 2009 y 2010 hubo negociaciones de fusión entre el Partido de los Pensionistas y Bündnis 21/RRP, además de negociaciones para la formación de una alianza electoral con otros partidos pequeños, como el Partido Democrático Alemán y la Alianza de Centro. Sin embargo, ninguno de estos acuerdos llegó a materializarse.
Para las elecciones europeas en Alemania en 2014, el partido no pudo obtener las 4000 firmas necesarias para inscribir su lista.
En abril de 2014, Günter Pfeiffer fue elegido nuevo presidente del partido.
En 2016, el partido se disolvió.

## Resultados electorales
| Resultados electorales                 | Resultados electorales   | Resultados electorales |
| -------------------------------------- | ------------------------ | ---------------------- |
| Elecciones europeas                    | 7 de junio de 2009       | 0,8 %                  |
| Bundestag                              | 27 de septiembre de 2009 | 0,1 %                  |
| Landtag de Schleswig-Holstein          | 27 de septiembre de 2009 | 0,6 %                  |
| Landtag de Renania del Norte-Westfalia | 9 de mayo de 2010        | 0,5 %                  |
| Parlamento de Hamburgo                 | 20 de febrero de 2011    | 0,5 %                  |
| Bundestag                              | 22 de septiembre de 2013 | 0,1 %                  |
| Parlamento de Hamburgo                 | 15 de febrero de 2015    | 0,3 %                  |